# Goofy

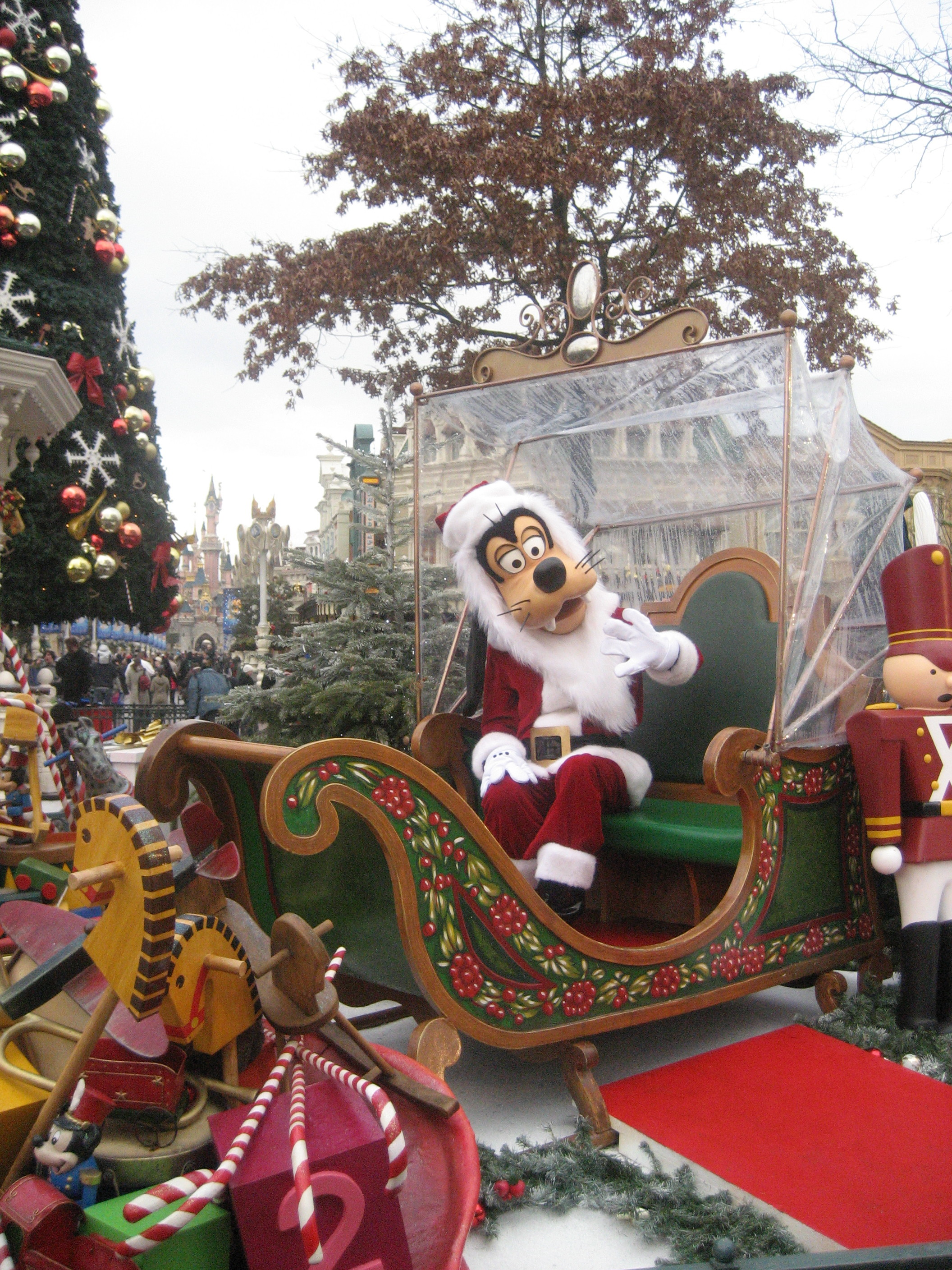
Goofy als Weihnachtsmann im Disneyland Resort Paris

Goofy (als Adjektiv englisch für „albern“, „doof“) ist eine von Art Babbitt erdachte Comicfigur, die einen anthropomorphen Hund darstellt. Goofy gehört, wie auch Donald Duck, mit zu den ersten Figuren von Walt Disney. Er ist bald darauf zum treuen Freund von Micky Maus geworden. Ursprünglich hieß er Dippy Dawg („verdrehter Hund“), 1939 wurde die Figur dann in Goofy umbenannt.
Als Supergoof ist er der dem Phantomias der Duck-Welt entsprechende Superheld. Das Auffallendste an ihm ist sein Lachen („Ahijak“). Gesprochen wurde Goofy in allen alten Filmen von Pinto Colvig. Goofy ist freundlich und treu, fällt aber eher durch seine Naivität und Tollpatschigkeit auf. Neben den Filmen und den Comics erschienen in Albanien und auf den Malediven auch mehrere Briefmarkenserien mit Goofy-Motiven.

## Auftritte

### Filme
Seinen ersten Auftritt hatte Goofy am 25. Mai 1932 „als älterer Hinterwäldler mit Zwicker und Backenbart“ in dem Trickfilm Mickey’s Revue, sein erster Solo-Auftritt folgte 1939 in Goofy and Wilbur. Im Film Der Strauß Oskar (1936) trägt Goofy erstmals seine bis heute charakteristische Kleidung, eine hohe blaue Mütze und einen roten Pullover mit schwarzer Weste sowie den Namen „Goofy“.
Es entstanden zwei abendfüllende Zeichentrickfilme mit Goofy in der Hauptrolle: Goofy – Der Film (1995), welcher Goofy bei einem Ausflug mit seinem Sohn Max zeigt, und der nur auf Video erschienene Film Goofy nicht zu stoppen (2000), in dem Goofy an einem Skateboardturnier teilnimmt. Zuvor hatte Goofy schon kleinere Rollen in den abendfüllenden Filmen Der Drache wider Willen, Drei Caballeros im Sambafieber und Fröhlich, Frei, Spaß dabei.
Goofys Filmkarriere kann man in folgende Etappen unterteilen:
In den 1930er-Jahren entstanden viele Kurzfilme, in denen Goofy als Begleiter von Micky Maus und Donald Duck auftrat. Der erste dieser Filme war Die Kindervorstellung und erschien 1934. Er handelt von einer von Micky moderierten Theatervorstellung, in der Donald Gedichte vorträgt und Goofy als Tänzer auftritt.
Die 1940er-Jahre waren geprägt von vielen Sportparodien, auch bekannt als Sport-Goofy. Goofy versucht sich dabei meist erfolglos in allen möglichen Sportarten wie Football, Baseball, Reiten, Wasserski, Skifahren, Schwimmen und vielen anderen. Charakteristisch dabei ist, dass er Fehlschläge immer gelassen, gleichmütig und phlegmatisch hinnimmt, ohne dabei die Beherrschung zu verlieren.
In den 1950er-Jahren wandelte sich Goofys Rolle zu einer Gestalt, die stellvertretend für den typischen amerikanischen Bürger mit Ehefrau, Kind und Haus war. In diesen Filmen werden bestimmte Alltagssituationen parodiert, zum Beispiel das Verhalten von Autofahrern und Hausmännern. Der Kurzfilm Motor Mania (1950), der in dieser Periode entstand, erhielt dabei einen Preis für die Sicherheit im Straßenverkehr. Goofy hat in diesem Film als Besonderheit zwei Namen. Als liebenswürdiger Mr. Walker tritt er als Fußgänger in Erscheinung, der arge Schwierigkeiten hat, die verkehrsreichen Straßen zu überqueren, und sobald sich Goofy hinter das Steuer eines Autos setzt, wird er zum Verkehrsrowdy Mr. Wheeler, der für eben die Probleme des Mr. Walker mitverantwortlich ist. Dem Film folgten später noch zwei weitere Verkehrssicherheitsfilme: Freewayphobia #1 und Goofy’s Freeway Troubles (beide aus dem Jahr 1965).
In den 1990er-Jahren erschien die Fernsehserie Goofy und Max mit 78 Folgen, die die typischen Probleme schildert, die Alleinerziehende mit ihren Kindern haben. In dieser Serie ist Goofy mit Kater Karlo, der ebenfalls einen Sohn hat, befreundet und erlebt mit diesem zusammen vielfältige Abenteuer. Aus der Serie Goofy und Max heraus entstanden auch die beiden oben erwähnten Spielfilme Goofy – Der Film und Goofy nicht zu stoppen.

#### Kurzfilme mit Goofy in der Hauptrolle (englische Titel) – (deutsche Titel)
- Dippy Dawg (1929)
- Goofy and Wilbur (1939) – (1939) Goofy und Wilbur
- Goofy’s Glider (1940) – (1940) Goofys Segelflugzeug
- Baggage Buster (1941) – (1941) Der Zauberkoffer
- The Art of Skiing (1941) – (1941) Die Kunst des Skilaufens
- The Art of Self Defense (1941) – (1941) Die Kunst der Selbstverteidigung
- How to Play Baseball (1942) – (1942) Wie man Baseball spielt
- The Olympic Champ (1942) – (1942) Der Olympiasieger
- How to Swim (1942) – (1942) Goofys Schwimmschule
- How to Fish (1942) – (1942) Wie man angelt
- Victory Vehicles (1943) – (1943) Ein Pogo-Stab für alle Fälle
- El Gaucho Goofy (1943) – (1955) El Gaucho Goofy
- How to Be a Sailor (1944) – (1944) Wie man ein Seemann wird
- How to Play Golf (1944) – (1944) Wie man Golf spielt
- How to Play Football (1944) – (1944) Wie man Football spielt
- Tiger Trouble (1945) – (1945) Die Tigerjagd
- African Diary (1945) – (1945) Goofy auf Safari
- Californy’er Bust (1945) – (1945) Westwärts im Eiltempo
- Hockey Homicide (1945) – (1945) Heißer Kampf auf kaltem Eis
- Knight for a Day (1946) – (1946) Ein Ritter für einen Tag
- Double Dribble (1946) – (1946) Der Dribbel-Champion
- Foul Hunting (1947) – (1947) Eine ganz üble Jagd
- They’re Off (1948) – (1948) Sie sind unterwegs
- The Big Wash (1949) – (1948) Der große Waschtag
- Fathers Are People (1950) – (1951) Väter sind auch Menschen
- Motor Mania (1950) – (1950) Der Teufelsfahrer
- Home Made Home (1951) – (1951) Goofy baut sich ein Haus
- Cold War (1951) – (1951) Kleiner Virus Großer Feind
- Tomorrow We Diet (1951) – (1951) Ab morgen machen wir Diät
- Get Rich Quick (1951) – (1951) Wie man spielend reich wird
- No Smoking (1951) – (1951) Rauchen verboten
- Father’s Lion (1951) – (1952) Goofys Löwenjagd
- Hello Aloha (1951) – (1952) Hallo Aloha
- Man’s Best Friend (1951) – (1952) Goofy kommt auf den Hund
- Tennis Racquet (1952) – (1949) Das Tennismatch
- Goofy’s Gymnastics (1952) – (1949) Goofys Gymnastik
- Hold That Pose (1952) – (1950) Goofys Fotos
- Lion Down (1952) – (1951) Löwenkampf
- Two-Gun Goofy (1953) – (1952) Goofy, der Sheriff
- Teachers Are People (1953) – (1952) Lehrer sind auch nur Menschen
- Two Weeks Vacation (1953) – (1952) Zwei Wochen Ferien
- How to Be a Detective (1953) – (1952) Wie arbeitet man als Detektiv
- Father’s Day Off (1953) – (1952) Vaters freier Tag
- For Whom the Bulls Toil (1953) – (1952) Für wen die Stunde schlägt
- Father’s Week End (1953) – (1952) Vaters Wochenende
- How to Dance (1953) – (1952) Wie man tanzt
- How to Sleep (1953) – (1952) Wie man richtig schläft
- Aquamania (1961) – (1961) Der Freizeitkapitän
- Freewayphobia #1 (1965)
- Goofy’s Freeway Troubles (1965)
- How To Hook Up Your Home Theater (2007) – (2007) Wie man sein Heimkino installiert

#### Synchronstimme
In den englischen Originalfassungen wurde Goofy als erstes von Pinto Colvig gesprochen, bis dieser die Disney-Studios 1938 verließ. Als nächste Feststimme agierte von 1939 bis 1943 George Johnson, dessen Imitation von Colvigs Goofy jedoch nicht gut beim Publikum ankam, weshalb der Dialog in den Filmen stark reduziert wurde. 1944 kehrte Colvig zurück und sprach Goofy von da an bis zu seinem Tod im Jahr 1967, danach spielte Hal Smith die Figur bis 1983. Für zwei Jahre sprach Tony Pope, bis 1987 Bill Farmer übernahm und die Rolle bis heute spielt. Für eine kurze Zeit in den 1950ern, als Goofy zum typisch amerikanischen Bürger umgewandelt wurde, sprach Bob Jackman den Charakter. Einmalig sprach Stuart Buchanan die Figur für das Radio. 1960 sprach Jimmy MacDonald die Figur für eine Schallplatte. Im deutschen Sprachraum lieh als erstes Gerd Duwner dem Goofy seine Stimme, in den 1970er Jahren übernahm dann Wolfgang Völz, in den frühen 1980er Jahren spielte Jürgen Kluckert die Figur, bis 1988 die erste langzeitige Feststimme Walter Alich übernahm. Mit der Serie Micky Maus Spielhaus wurde Alich durch Fabian Oscar Wien ersetzt, der die Rolle seitdem spricht. Des Weiteren gab es Einzelfälle in den 1960ern, wo Goofy von Alexander Welbat und Erich Fiedler gesprochen wurde.

### Comics
Für die vom 29. Januar bis 18. Juni 1933 erschienene Sonntagsgeschichte Die Viehdiebe (Mickey Mouse and the Terrible Bandit Wolf Barker, Text: Ted Osborne) hatte sein Zeichner und „Erzieher“ Floyd Gottfredson den älteren Hinterwäldler aus dem Film von 1932 in einen jungen Tollpatsch namens Dippy Dawg umgewandelt. Erstmals in einem Tagesstrip war „Dippy“ 1933 mit Micky Maus als Detektiv erschienen. Oskar der Strauß (Mickey Mouse and the Great Ostrich Race, Text: Ted Osborne) wurde 1936 veröffentlicht. Bereits Ende der 1940er Jahre war Goofy Held einiger Micky-Maus-Zeitungsstrips und 1953 erhielt er eine eigene Comic-Heft-Reihe. Goofy-Geschichten sind vor allem in dem Micky-Maus-Magazin sowie in den Lustigen Taschenbüchern zu finden. In den 1970er- und 1980er-Jahren erschienen zudem etwa 30 Comicalben, in denen Goofy in die Rolle berühmter Personen der Geschichte, wie Leonardo da Vinci oder Louis Pasteur, schlüpfte. Mehrere Jahre lang war auch eine eigene monatliche Zeitschrift erhältlich, das „Goofy-Magazin“. Es erschien von Juli 1979 bis Dezember 1988 und beinhaltete neben Goofy-Geschichten Abdrucke alter Disney-Klassiker von Donald Duck und „Ede Wolf“ unter der Bezeichnung „Nostal-Goof“ sowie Berichte und Reportagen aus der Welt des Sports.

### Spiele
Es entstanden mehrere Videospiele, in denen Goofy auftrat.
Eines der ersten erschien für Nintendo. Darin mussten Micky, Goofy
und Donald als Feuerwehrleute einen Hausbrand löschen.
Seine erste Hauptrolle hatte Goofy in dem 1990 von Westwood Associates entwickelten Goofy’s Railway Express, welches auf dem Commodore 64, dem Amiga, dem Atari ST und für DOS erschien.
Auf dem Super Nintendo Entertainment System (SNES) erschien 1993 das Videospiel Goof Troop, in welchem der Spieler Goofy und Max steuern konnte. Ziel des Spiels war es, Pete (dt.: Kater Karlo) und K.J. aus der Hand von Piraten zu retten. Um dieses Ziel zu erreichen, musste der Spieler die beiden Spielfiguren durch mehrere Puzzle-basierte Level führen. Das Spiel wurde in der Vogelperspektive gespielt und erinnert entfernt an Nintendos Zelda-Reihe.
Das wohl bekannteste Videospiel mit Goofy ist das 2002 für die Playstation 2 erschienene Fantasy-Rollenspiel Kingdom Hearts. Der Spieler schlüpft dabei in die Rolle des 14-jährigen Jugendlichen Sora und kann im Laufe des Spieles über 100 Figuren aus Disney-Filmen und auch vielen Charakteren aus der Final-Fantasy-Serie von Square Soft begegnen. Das Ziel von Sora besteht in diesem Spiel darin, zusammen mit Captain Goofy und Zauberer Donald den verschwundenen König Micky sowie Soras Freunde Riku und Kairi zu finden. Dabei müssen sie sich gegen häufige Attacken der sogenannten Herzlosen und Niemanden zur Wehr setzen.
Aufgrund des großen Erfolges der Spielserie sind inzwischen viele weitere Teile erschienen, wobei Goofy nur in Kingdom Hearts II, Kingdom Hearts: Chain of Memories, Kingdom Hearts: 358/2 Days, Kingdom Hearts re:coded und Kingdom Hearts III spielbar ist.

## Variationen

### Supergoof
Supergoof ist eine Erfindung des Zeichners Paul Murry und des Texters Del Connell. Bereits bevor er mit Superkräften ausgestattet wurde, machte sich Goofy schon einmal an der Seite von Micky Maus und Kommissar Hunter im Juli 1965 in Micky-Maus Nr. 30–33 mit einem schwarz gefärbten Bettlaken als Verkleidung auf die Jagd nach dem bereits seit 1939 sein Unwesen treibenden Schwarzen Phantom und kann es eher durch einen Zufall zur Strecke bringen (The Phantom Blot meets Super Goof – Das Phantom).
Im Juli 1967 in Micky Maus Nr. 28–29 erschien dann die Geschichte The Thief of Zanzipar (deutscher Titel: Im Morgenland), in der Goofy in seinem Vorgarten einen mysteriösen Erdnussstrauch findet. Als er eine Erdnuss isst, verwandelt er sich urplötzlich in einen Superhelden mit rotem Spielhöschen und blauem Wettermäntelchen. Er kann jetzt fliegen und hat übermenschliche Kräfte. Die durch die Erdnuss verliehenen Superheldenkräfte sind allerdings nur für eine relativ kurze Zeit wirksam. Danach verwandelt sich Supergoof wieder in Goofy zurück, was immer wieder zu Komplikationen führt. Goofy nimmt daher meist ein paar Erdnüsse als Reserve in seiner Mütze mit. In der Serie Mickys Clubhaus wird es aber so dargestellt, dass Goofy so mit Erdnüsseverspeisen beschäftigt ist, dass er gar nicht merkt, dass ein Meteorit mit magischen Kräften in die Erdnüsse einschlägt. Er isst eine und verwandelt sich in Supergoof.
In der Geschichte The Phantom Blot Meets Super Goof (Das Phantom, 1965) von Paul Murry trifft Supergoof dann erstmals auf seinen Hauptgegner Blot. In Deutschland erschien die Geschichte erstmals 1968 in den Micky-Maus-Heften Nr. 42–45 Blot heißt in der deutschen Fassung erneut Das Schwarze Phantom, hat aber mit dem aus der Geschichte von 1965 nichts zu tun.
Supergoof-Geschichten erschienen fast ausschließlich in Comics. Zusätzlich hatte Supergoof auch einmal einen Auftritt in dem Hörspiel Supergoof – Die gestohlene Pyramide (CLP 9900) 1971 im Micky-Maus-Heft Nr. 13.
In den Lustigen Taschenbüchern erschien Supergoof erstmals in der Geschichte Superhelden im Doppelpack im Buch 288 am 15. Juli 2001.
In der Geschichte The Twister Resisters (1966) entwickelt auch Goofys Neffe Gilbert (dt.: Alfons), der zufällig von Supergoofs wahrer Identität erfahren hat, Superkräfte durch das Essen der Supererdnüsse. Er wurde erst „Super Gilbert“ genannt und später umbenannt in „Super Gilly“.

#### Supergoof in anderen Sprachen
- Dänisch: Super-Mule
- Finnisch: Superhessu
- Französisch: Super Dingo
- Italienisch: Super Pippo
- Niederländisch: Supergoof
- Norwegisch: Super-Langbein
- Polnisch: Super Goofy
- Portugiesisch: Superpateta
- Russisch: Supre Gruffy
- Schwedisch: Stål-Långben
- Serbokroatisch: Silja (Schilja)
- Spanisch: SuperTribi

### James Goof
James Goof ist eine Entlehnung der Figur James Bond (frz. James Ding Triple Zéro) und wurde in Deutschland in mehreren Comics bis Mitte der 1990er Jahre veröffentlicht. Verhaltensweisen von James Bond werden in den Comics parodiert. Er wurde von dem Franzosen Philippe Gasc (Texter) und dem Spanier Miquel Pujol (Zeichner) entworfen. Bei James Goof handelt es sich, wie bei Supergoof, um ein geheimes alter Ego von Goofy.
In den in Deutschland veröffentlichten Geschichten kämpft er hauptsächlich gegen Kater Karlo und Schnauz. Wichtige Nebenfigur ist Kommissar Hunter. Micky Maus hat nur sehr selten einen Auftritt.

## Verwandtschaft
Goofy hat sehr viele Verwandte, die nach Bedarf in den Geschichten verwendet werden. Viele werden nur erwähnt und die meisten kommen nur einmal vor und sind keine wiederkehrenden Charaktere.
- Max: Max ist eine neue Figur aus den 1990er Jahren. Es handelt sich dabei um Goofys Sohn. Er ist Schüler und ein begeisterter Skateboardfahrer. Er hat weder in den klassischen mit Micky Maus noch in neueren Comic einen Platz gefunden und ist nur in den Fernsehserien Goofy und Max und Mickys Clubhaus in den dazugehörigen Kinofilmen und Kassetten bzw. CDs vertreten. In den klassischen Trickfilmen der 1950er gibt es auch eine Figur, die seinen Sohn darstellt. Auch dieser hat ebenso wenig wie seine Ehefrau einen Weg in die gedruckten Comics gefunden. Wie man im Film Goofy – Der Film erfährt, ist Max’ Mutter gestorben, was Goofy zu einem Witwer macht.
- Alfons: Goofys Neffe Alfons zeichnet sich durch einen sehr hohen Intelligenzquotienten aus und hat ein umfassendes Wissen. Meist wird er mit einem Doktorhut dargestellt. In neuerer Zeit ist er im deutschsprachigen Raum verschwunden, hatte jedoch mehrere Auftritte in den Geschichten um den SV Entenhausen.
- Indiana Goof: Er ist Goofys Vetter und weltberühmter Archäologe. Er ist eine Parodie auf die Filmfigur Indiana Jones.

Darüber hinaus erinnert sich Goofy regelmäßig an bereits verstorbene Verwandte mit zum Teil sehr eigenartigen Angewohnheiten. Im LTB 42 schnupft Goofy regelmäßig angeblichen Tabak und bekommt davon explosionsartige Niesausbrüche. Es stellt sich schnell heraus, dass es sich nicht um Schnupftabak, sondern um Schießpulver handelt. Goofy bestätigt dieses indirekt mit dem Hinweis, er hätte den angeblichen Schnupftabak von seinem Großonkel Knallgoof geerbt.

## Rezeption
Art Babbitt sah Goofy in der damals in Filmen verbreiteten Figur als etwas unterbelichteten, aber liebenswerten colored boy und reproduzierte dadurch diese rassistische Stereotype.

“Think of the Goofy as a composite of an everlasting optimist, a gullible Good Samaritan, a half-wit, a shiftless, good-natured colored boy and a hick.”

„Stellen Sie sich Goofy als eine Mischung aus einem ewigen Optimisten, einem leichtgläubigen barmherzigen Samariter, einem Halbidioten, einem schusseligen, gutmütigen farbigen Jungen und einem Hinterwäldler vor.“

George Lucas ließ sich bei der Figur Jar Jar Binks im Star-Wars-Kosmos von Goofy inspirieren. Star-Wars-Fans inszenierten 1999 eine der ersten großen Hasskampagnen im noch jungen Internet gegen die Figur und ihren Darsteller Ahmed Best, weil sie diese als albern und unangemessen empfunden haben.